# Closer to the Heart
Closer to the Heart è un brano dei Rush, pubblicato dall'etichetta discografica Mercury Records nel 1977 come lato A del primo singolo estratto dall'album A Farewell to Kings. Brano fra i più popolari del gruppo, Closer to the Heart è stato proposto regolarmente nei concerti dal vivo con le uniche eccezioni del Vapor Trails Tour (2002), del R30 Tour (2004), dello Snakes & Arrows Tour (2007–08) e del Clockwork Angels Tour (2012-13). Closer to the Heart è uno delle cinque canzoni dei Rush inserite nella Canadian Songwriters Hall of Fame il 28 marzo 2010. Nel lato B è presente Madrigal.

## Il disco
Il singolo si posiziona al 76º posto della classifica statunitense nel novembre 1977, è il primo singolo del gruppo a entrare nella classifica inglese dei singoli, piazzandosi alla posizione 36 nel febbraio 1978.
Closer to the Heart
Closer to the Heart è il primo brano realizzato dai Rush dove compare tra i compositori un membro esterno alla band: Peter Talbot ha infatti collaborato con Peart nella stesura del testo. Secondo Peart nel testo si vogliono fornire alcune soluzioni alle problematiche affrontate nella traccia A Farewell to Kings, presente nello stesso album. Nelle liriche tutti gli strati della società (dal "fabbro" all'"artista", dal "filosofo" al "contadino") vengono esortate a fornire il proprio contributo per formare una nuova mentalità, più vicina al cuore.
Per Closer to the Heart è stato realizzato un video promozionale che simula una esibizione dal vivo. È stato registrato presso il Seneca College Theatre di Toronto insieme a altri due brani provenienti da A Farewell to Kings: Xanadu e A Farewell to Kings.
Il brano compare in numerosi album dal vivo del gruppo. Nella versione di Exit...Stage Left del 1981 il pezzo viene unito a Beneath, Between and Behind e vede la partecipazione del Glaswegian Chorus all'accompagnamento vocale; questa versione è stata in seguito pubblicata anche come singolo discografico. In anni più recenti il finale viene prolungato in una sorta di jam session, come si può sentire su A Show of Hands, Different Stages o Time Machine 2011: Live in Cleveland. Sulla versione in DVD di quest'ultimo la canzone compare in una versione polka mentre scorrono i titoli di coda. A partire dal 1984 e fino a tutto il 1994, Peart suona il brano sulla batteria elettronica.
Il titolo del brano è stato utilizzato per un episodio di Trailer Park Boys, nel quale Alex Lifeson compare nei panni di se stesso e suona il brano insieme a Bubbles (interpretato da Mike Smith). Nel 2005 i Rush hanno suonato il pezzo insieme a Smith e Ed Robertson dei Barenaked Ladies nel corso del Telethon della CBC per raccogliere fondi per il Canadian Tsunami Disaster Fund. La performance compare sul DVD R30: 30th Anniversary World Tour.
Il brano fa parte dei titoli inclusi nel videogioco Rock Band Track Pack: Classic Rock.
Madrigal
Il titolo fa riferimento alle composizioni musicali e poetiche tipiche dell'Italia del Rinascimento. Lenta ballata dedicata alle mogli che esprime la fatica di andare continuamente in tour, Madrigal non è mai stata eseguita dal vivo né inclusa in raccolte del gruppo.

## Tracce
Il singolo pubblicato per il mercato statunitense contiene le seguenti tracce:
1. Closer To The Heart - 2:53 (Lee, Lifeson, Peart, Talbot)
2. Madrigal  - 2:35 (Lee, Lifeson, Peart) (lato B)

## Formazione
- Geddy Lee – basso, tastiera, voce
- Alex Lifeson – chitarra elettrica e acustica
- Neil Peart – batteria, percussioni

## Cover
Closer to the Heart è stata interpretata da alcuni artisti
- dal gruppo progressive metal statunitense Fates Warning nel 1986
- dal cantante statunitense Bo Bice nel 2008
- dai canadesi Big Wreck per l'edizione del 40º anniversario di A Farewell to Kings

Madrigal è stata interpretata dal gruppo rock statunitense Ninja Sex Party sul loro album di cover Under the Covers del 2016 e dal polistrumentista Alain Johannes, presente nell'edizione per il 40º anniversario di A Farewell to Kings.